# (200337) 2000 HA41
(200337) 2000 HA41 es un asteroide perteneciente al cinturón de asteroides descubierto el 28 de abril de 2000 por el equipo del Lincoln Near-Earth Asteroid Research desde el Laboratorio Lincoln, Socorro, Nuevo México, Estados Unidos.

## Designación y nombre
Designado provisionalmente como 2000 HA41.

## Características orbitales
2000 HA41 está situado a una distancia media del Sol de 3,068 ua, pudiendo alejarse hasta 3,707 ua y acercarse hasta 2,430 ua. Su excentricidad es 0,207 y la inclinación orbital 18,68 grados. Emplea 1963,65 días en completar una órbita alrededor del Sol.

## Características físicas
La magnitud absoluta de 2000 HA41 es 15. Tiene 3,005 km de diámetro y su albedo se estima en 0,258. 